# Tom Clancy's Ghost Recon: Future Soldier
Tom Clancy's Ghost Recon: Future Soldier é um jogo de video publicado pela Ubisoft lançado em maio de 2012. Excluindo expansões, é o quarto capitulo da série Ghost Recon, e foi anunciado em janeiro de 2009 pela Ubisoft. Pela primeira vez na série o jogo tem um argumento futurista.
A versão PS Vita é conhecida como Tom Clancy's Ghost Recon Predator. A versão Wii é simplesmente Tom Clancy's Ghost Recon.